# Linie 2 (Metro Sankt Petersburg)
| Verlauf im Stadtplan |                          |                             |                             |
| Streckenlänge: | 30,1 km                  |                             |                             |
| Spurweite: | 1524 mm (Russische Spur) |                             |                             |
| |                          |                             |                             |
| Eröffnung: | 29. April 1961           |                             |                             |
| Anzahl Stationen: | 18                       |                             |                             |
| Fahrtdauer gesamt: | 45 Minuten               |                             |                             |
| \| \| \| Depot 6 Wyborgskoje \| \| \| \| Parnas \| \| \| \| Prospekt Prosweschtschenija \| \| \| \| Oserki \| \| \| \| Udelnaja \| \| \| \| Pionerskaja \| \| \| \| Tschornaja Retschka \| \| \| \| Newa \| \| \| \| Petrogradskaja \| \| \| \| Gorkowskaja \| \| \| \| Newa \| \| \| \| Newski Prospekt \| \| \| \| Sennaja Ploschtschad \| \| \| \| Technologitscheski Institut \| \| \| \| Frunsenskaja \| \| \| \| Moskowskije Worota \| \| \| \| Elektrosila \| \| \| \| Park Pobedy \| \| \| \| Moskowskaja \| \| \| \| Swjosdnaja \| \| \| \| Kuptschino \| \| \| \| Depot 3 Moskowskoje \| |                          |                             |                             |
| U-Bahn-Betriebsstelle Streckenanfang (im Tunnel) |                          | Depot 6 Wyborgskoje         | Depot 6 Wyborgskoje         |
| U-Bahn-Haltepunkt / Haltestelle (im Tunnel) |                          | Parnas                      | Parnas                      |
| U-Bahn-Haltepunkt / Haltestelle (im Tunnel) |                          | Prospekt Prosweschtschenija | Prospekt Prosweschtschenija |
| U-Bahn-Haltepunkt / Haltestelle (im Tunnel) |                          | Oserki                      | Oserki                      |
| U-Bahn-Bahnhof (im Tunnel) |                          | Udelnaja                    | Udelnaja                    |
| U-Bahn-Haltepunkt / Haltestelle (im Tunnel) |                          | Pionerskaja                 | Pionerskaja                 |
| U-Bahn-Haltepunkt / Haltestelle (im Tunnel) |                          | Tschornaja Retschka         | Tschornaja Retschka         |
| |                          | Newa                        |                             |
| U-Bahn-Haltepunkt / Haltestelle (im Tunnel) |                          | Petrogradskaja              | Petrogradskaja              |
| U-Bahn-Haltepunkt / Haltestelle (im Tunnel) |                          | Gorkowskaja                 | Gorkowskaja                 |
| |                          | Newa                        |                             |
| U-Bahn-Bahnhof (im Tunnel) |                          | Newski Prospekt             | Newski Prospekt             |
| U-Bahn-Bahnhof (im Tunnel) |                          | Sennaja Ploschtschad        | Sennaja Ploschtschad        |
| U-Bahn-Bahnhof (im Tunnel) |                          | Technologitscheski Institut | Technologitscheski Institut |
| U-Bahn-Haltepunkt / Haltestelle (im Tunnel) |                          | Frunsenskaja                | Frunsenskaja                |
| U-Bahn-Haltepunkt / Haltestelle (im Tunnel) |                          | Moskowskije Worota          | Moskowskije Worota          |
| U-Bahn-Haltepunkt / Haltestelle (im Tunnel) |                          | Elektrosila                 | Elektrosila                 |
| U-Bahn-Haltepunkt / Haltestelle (im Tunnel) |                          | Park Pobedy                 | Park Pobedy                 |
| U-Bahn-Bahnhof (im Tunnel) |                          | Moskowskaja                 | Moskowskaja                 |
| U-Bahn-Haltepunkt / Haltestelle (im Tunnel) |                          | Swjosdnaja                  | Swjosdnaja                  |
| U-Bahn-Bahnhof (im Tunnel) |                          | Kuptschino                  | Kuptschino                  |
| U-Bahn-Betriebsstelle Streckenende (im Tunnel) |                          | Depot 3 Moskowskoje         | Depot 3 Moskowskoje         |

Die Linie 2, genannt Moskowsko-Petrogradskaja-Linie (russisch Московско-Петроградская линия) ist mit über 30 Kilometer die längste Linie der Metro Sankt Petersburg. Sie verläuft im Stadtgebiet Sankt Petersburgs von Norden nach Süden über die Altstadt, wo sie unter anderem den Newski-Prospekt mit dem gleichnamigen U-Bahnhof unterquert. In den Linienplänen der Metro Sankt Petersburg ist die Moskowsko-Petrogradskaja-Linie blau eingezeichnet.

## Geschichte
Die Linie 2 wurde am 29. April 1961, gut fünf Jahre nach der Inbetriebnahme des heute zur Linie 1 gehörenden ersten Bauabschnitts der Leningrader U-Bahn, eröffnet, womit sie die zweitälteste Linie im U-Bahn-System der zweitgrößten russischen Stadt ist. Bei der 1961 fertiggestellten Strecke handelte es sich um den Abschnitt der Linie von Technologitscheski Institut bis Park Pobedy mit fünf neuen Stationen bei einer Streckenlänge von 6,5 km. An der damals als nördlicher Endbahnhof der Linie dienenden Station Technologitscheski Institut wurde durch den Bau einer parallel zum bereits bestehenden gleichnamigen Bahnhof der Linie 1 angelegten Bahnsteighalle sowie entsprechender Gleisverbindungen eine Übergangsmöglichkeit zwischen beiden Linien geschaffen, bei der man in gleicher Fahrtrichtung ohne Bahnsteigwechsel umsteigen kann. Beide Bahnhöfe werden von Zügen beider Linien bedient und haben ein gemeinsames Eingangsgebäude.
Am 1. Juli 1963 wurde die Linie nach Norden bis Petrogradskaja erweitert und damit über die Innenstadt Leningrads einschließlich einer Unterquerung der Newa in diesem Bereich geführt.
Bei der nächsten Verlängerung am 25. Dezember 1969 erhielt die Linie 2 an ihrem südlichen Ende mit Moskowskaja eine weitere Station. Diese Station liegt bis heute dem internationalen Flughafen Pulkowo räumlich am nächsten, weswegen hier ein Umsteigepunkt zu den Bussen zu den Flughafenterminals eingerichtet wurde.
Am 25. Dezember 1972 ging der Abschnitt bis zur heutigen südlichen Endstation Kuptschino in Betrieb. Letztere wurde ebenerdig in einer überdachten Bahnsteighalle angelegt und mit direkten Umsteigemöglichkeiten zur gleichnamigen Station von Vorortzügen (u. a. Richtung Puschkin und Pawlowsk) versehen. Südlich des U-Bahnhofs Kuptschino wurde das Zugdepot Moskowskoje in Betrieb genommen.
Danach wurde die Linie noch mehrmals nach Norden verlängert: Am 6. November 1982 ging der Abschnitt von Petrogradskaja bis Udelnaja (letztere wurde ebenfalls ein Umsteigeknoten zwischen der U-Bahn und den Regionalzügen) in Betrieb, am 19. August 1988 folgten die Stationen Oserki und Prospekt Prosweschtschenija. Nördlich der letzteren wurde bis zum Februar 2000 das Depot Wyborgskoje einschließlich einer 1,3 km langen Zufahrtsstrecke errichtet. Auf dieser Strecke entstand am 22. Dezember 2006 nachträglich der U-Bahnhof Parnas, der ähnlich wie Kuptschino ebenerdig in einem in sich geschlossenen Bauwerk errichtet wurde.

## Depot und Fahrzeuge
Das für die Moskowsko-Petrogradskaja-Linie zuständige Zugdepot ist Moskowskoje nahe der Station Kuptschino. Im 2000 erbauten Depot Wyborgskoje am nördlichen Ende der Linie werden Züge der Linie 5, die bislang kein eigenes Depot hat, abgestellt und gewartet.
Der Fuhrpark der Linie 2 besteht aus Zügen der Baureihe 81-717/714 samt einer neueren Modifikation der selbigen. Technisch entsprechen die Züge dieses Typs den gleichnamigen Fahrzeugen des Metrowagonmasch-Werks nahe Moskau, für die Leningrader und später die Petersburger Metro wurden sie jedoch in der hier ansässigen Wagonmasch-Fabrik gefertigt.
Eine Besonderheit der Linie 2 ist, dass einige ihrer Stationen sogenannte Bahnhöfe geschlossenen Typs mit einer vom Gleisbereich durch Bahnsteigtüren getrennten Halle sind. An diesen Stationen können nur aus maximal sechs Waggons bestehende Züge halten. Daher fahren auf der Linie 2 bis heute nur Sechswagengarnituren, was trotz extrem hoher Taktdichte auf der Linie (90 Sekunden zu Spitzenzeiten) systematisch für überfüllte Züge sorgt.